# Margarida de Saxònia (arxiduquessa d'Àustria)
Margarida de Saxònia, arxiduquessa d'Àustria (Dresden, 24 de maig de 1840 - Monza, 15 de setembre de 1858) va ser una princesa de Saxònia amb el tractament d'altesa reial que esdevingué arxiduquessa d'Àustria en una nova connexió entre Àustria i Saxònia.
Nascuda a Dresden, capital del Regne de Saxònia, essent filla del rei Joan I de Saxònia i de la princesa Amàlia de Baviera. Margarida era neta per línia paterna del príncep Maximilià de Saxònia i de la princesa Carolina de Borbó-Parma i per línia materna ho era del rei Maximilià I Josep de Baviera i de la princesa Carolina de Baden.
A l'edat de 16 anys contragué matrimoni amb l'arxiduc Carles Lluís d'Àustria, el dia 4 de novembre de 1856 a Dresden. Carles Lluís era germà de l'emperador Francesc Josep I d'Àustria i era fill de l'arxiduc Francesc Carles d'Àustria i de la princesa Sofia de Baviera.
Instal·lats a la ciutat de Monza, en aquell moment dominada pels austríacs, la princesa Margarida morí el dia 1858 a l'edat de 18 anys, sense haver tingut descendència.